# Cillaperlata
Cillaperlata är en kommun i Spanien.   Den ligger i provinsen Provincia de Burgos och regionen Kastilien och Leon, i den norra delen av landet, 260 km norr om huvudstaden Madrid. Arean är 17,0 kvadratkilometer.
Terrängen i Cillaperlata är kuperad åt sydväst, men åt nordost är den platt.